# Gnorimus decempunctatus
Gnorimus decempunctatus är en skalbaggsart som beskrevs av Helfer 1833. Gnorimus decempunctatus ingår i släktet Gnorimus och familjen Cetoniidae. IUCN kategoriserar arten globalt som sårbar. Inga underarter finns listade i Catalogue of Life.